# Moravský zemský hejtman

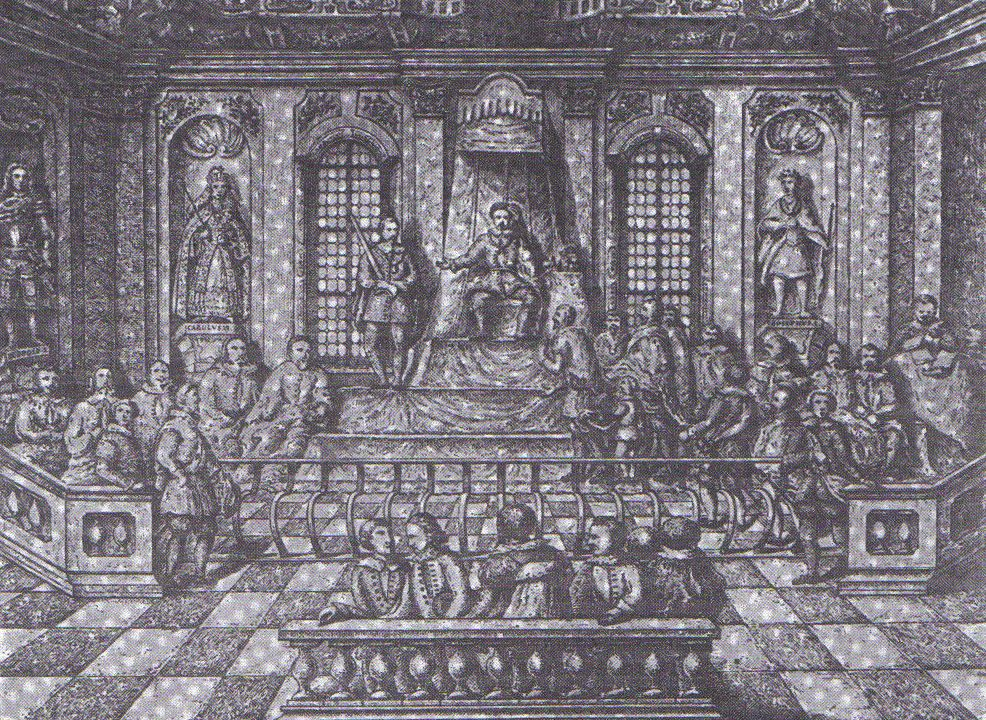
Zasedání moravského zemského soudu v Zemském domě v 70. letech 17. století. Kresba podle fresky Kajetána Schaumberga.

Moravský zemský hejtman (latinsky capitaneus terrae Moraviae, německy Landeshauptmann von Mähren) byl nejvýznamnějším zemským úředníkem na Moravě. Úřad existoval od 13. století do vzniku Československa roku 1918.
Odznakem úřadu moravského zemského hejtmana byl hejtmanský meč.

## Historie

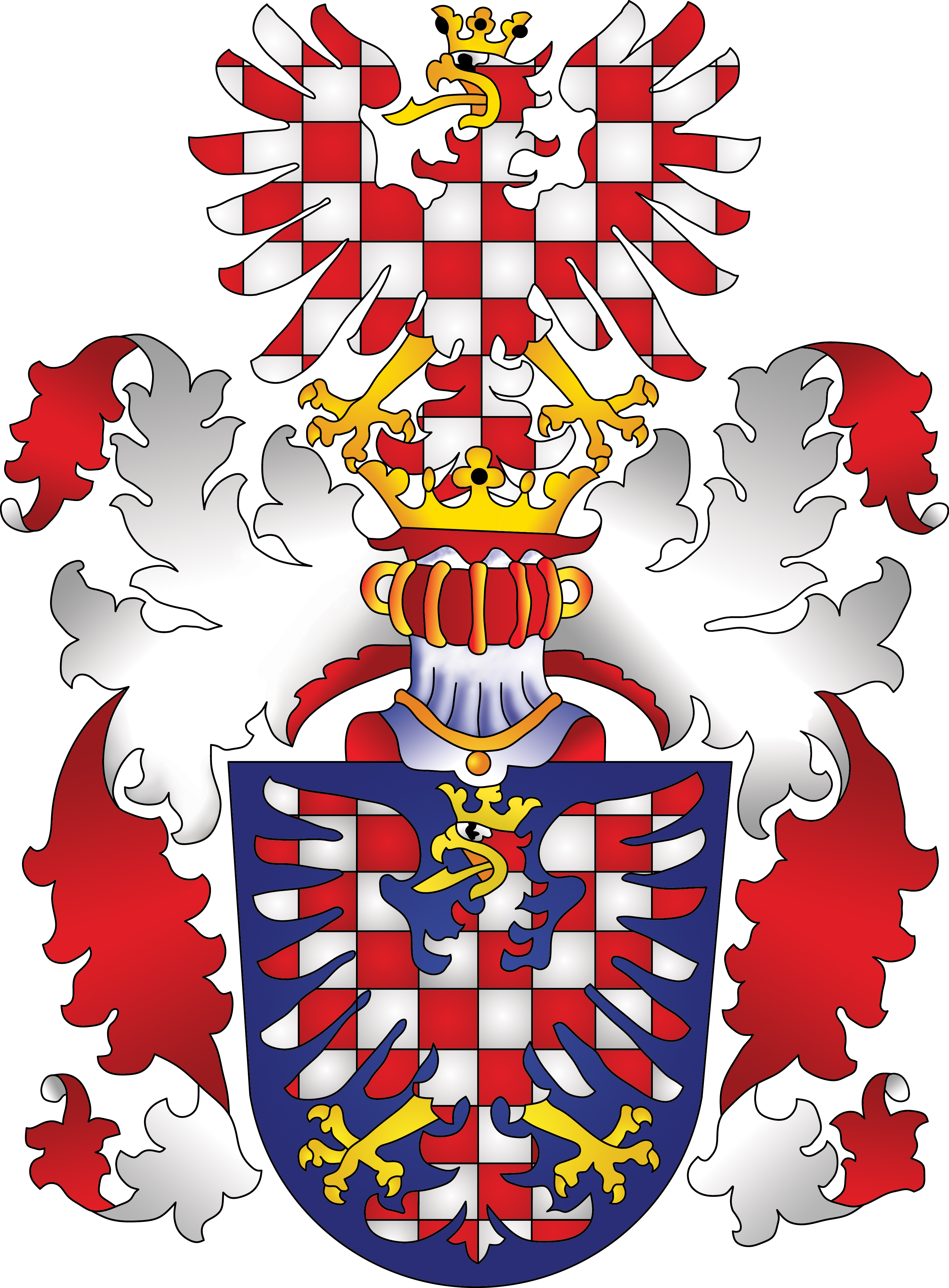
Historický znak Moravského markrabství

Od 13. století se na Moravě objevovala osoba markraběcího komorníka. Tato funkce však brzy ztratila význam, neboť přestal být obsazován úřad moravského markrabí, respektive byl titul moravského markraběte užíván českými králi, kteří na Moravě nesídlili. Z toho důvodu bylo nutné na Moravu dosadit úředníka, který by trvale nepřítomného markraběte (českého krále) v zemi zastupoval. Zprvu se nazývali zemskými správci (1278–1283, 1292–1293), roku 1298 je zmiňován poprvé zemský hejtman (capitaneus terrae, summus capitaneus, později též starosta). Úřad komorníka postupně splýval s funkcí hejtmana. V důsledku privilegií udělených moravské šlechtě při nástupu Jana Lucemburského na trůn musel hejtman pocházet z Moravy a mít zde také statky, což z něj učinilo nejvlivnějšího představitele zdejší šlechtické obce. Hejtman předsedal v nepřítomnosti markraběte zemskému sněmu i zemskému soudu, byl poručníkem šlechtických sirotků, povoloval spolky, řešil odvolání od rozhodnutí podkomořího, dohlížel na zemskou správu i finance, jmenoval a sesazoval nižší zemské úředníky. S radou a pomocí podkomořího rozhodoval komorní spory. V době konání zemského soudu řešil ve vlastní jurisdikci v rámci tzv. hejtmanského soudu rokové žaloby o čest a stížnosti poddaných proti vrchnostem.
Svou pozici si úřad udržel i po husitských válkách, kdy v době uprázdněného trůnu jmenoval hejtmana sněm. Byl nejen předákem moravské vysoké šlechty (panského stavu), ale i předsedou celého moravského zemského sněmu, jehož jednání v průběhu 15. století i někdy sám svolával. Za Ludvíka Jagellonského byl uváděn jako nejvyšší moravský zemský úředník v pořadí před nejvyšším zemským (českým, královským) maršálkem, tedy před úřadem, který byl v době před Obnoveným zřízením zemským společný pro Čechy i Moravu. Do roku 1520 jmenoval panovník hejtmany po poradě s panským stavem, poté po poradě s pány i s rytíři. Pokud se se stavy neshodl, jmenoval obvykle provizorně místodržícího hejtmanského úřadu. Hejtman přísahal králi i zemi. Od doby Ferdinanda I. přišel o dohled nad financemi, do jeho kompetence spadalo naopak zeměpanské i stavovské vojenství.
Když pak Ferdinand II. zúžil pravomoci nejvyššího zemského maršálka pouze na Čechy, význam úřadu moravského hejtmana tím ještě vzrostl. Kvůli tomuto zvýšení důležitosti i odpovědnosti úřadu pak roku 1636 rozhodl o zřízení Královského tribunálu na Moravě (také nazývaný jako královský úřad zemského hejtmanství), aby tak moravský hejtman nevykonával svou funkci jako osamocený úředník, nýbrž jako předseda celého úřadu. Hejtmanovi pak byl podřízen kancléř, dva placení přísedící, český a německý sekretář. Další pomocný personál byl rozdělen do české a německé expedice.
Roku 1642 byl Královský tribunál přesunut z Olomouce do Brna, které se tak stalo hlavním městem Moravy. Tribunál měl zasedat čtyřikrát týdně a do jeho pravomoci patřila politická agenda včetně věcí vojenských a kontribučních, schvalování daní však zůstávalo v pravomoci zemského sněmu. Tribunál také převzal některé soudní pravomoci přetíženého zemského soudu, protože na rozdíl od něj fungoval nepřetržitě (zemský soud zasedal nyní pouze dvakrát ročně místo původních čtyř termínů). Moravský zemský hejtman se stal roku 1686 hlavou moravského zemského výboru, který byl toho roku Leopoldem I. zřízen.
Roku 1726 byli do tělesa tribunálu začleněni i další moravští zemští úředníci.
Roku 1763 stanul moravský zemský hejtman v čele moravského zemského gubernia a spolupředsedal nově organizovanému apelačnímu soudu v Brně. Roku 1783 se hejtman stal gubernátorem moravskoslezského gubernia, neboť byl zrušen příslušný úřad pro Rakouské Slezsko v Opavě. Zároveň zůstal předsedou zemského výboru.
Po ústavních reformách roku 1861 se jako moravský zemský hejtman označoval volený předseda moravského zemského sněmu, funkce zanikla až s rozpadem monarchie.